# Kaplica św. Jana Teologa w Kopytowie
Kaplica pod wezwaniem św. Jana Teologa – prawosławna kaplica cmentarna w Kopytowie. Należy do parafii św. Jana Teologa w Kopytowie, w dekanacie Terespol diecezji lubelsko-chełmskiej Polskiego Autokefalicznego Kościoła Prawosławnego.

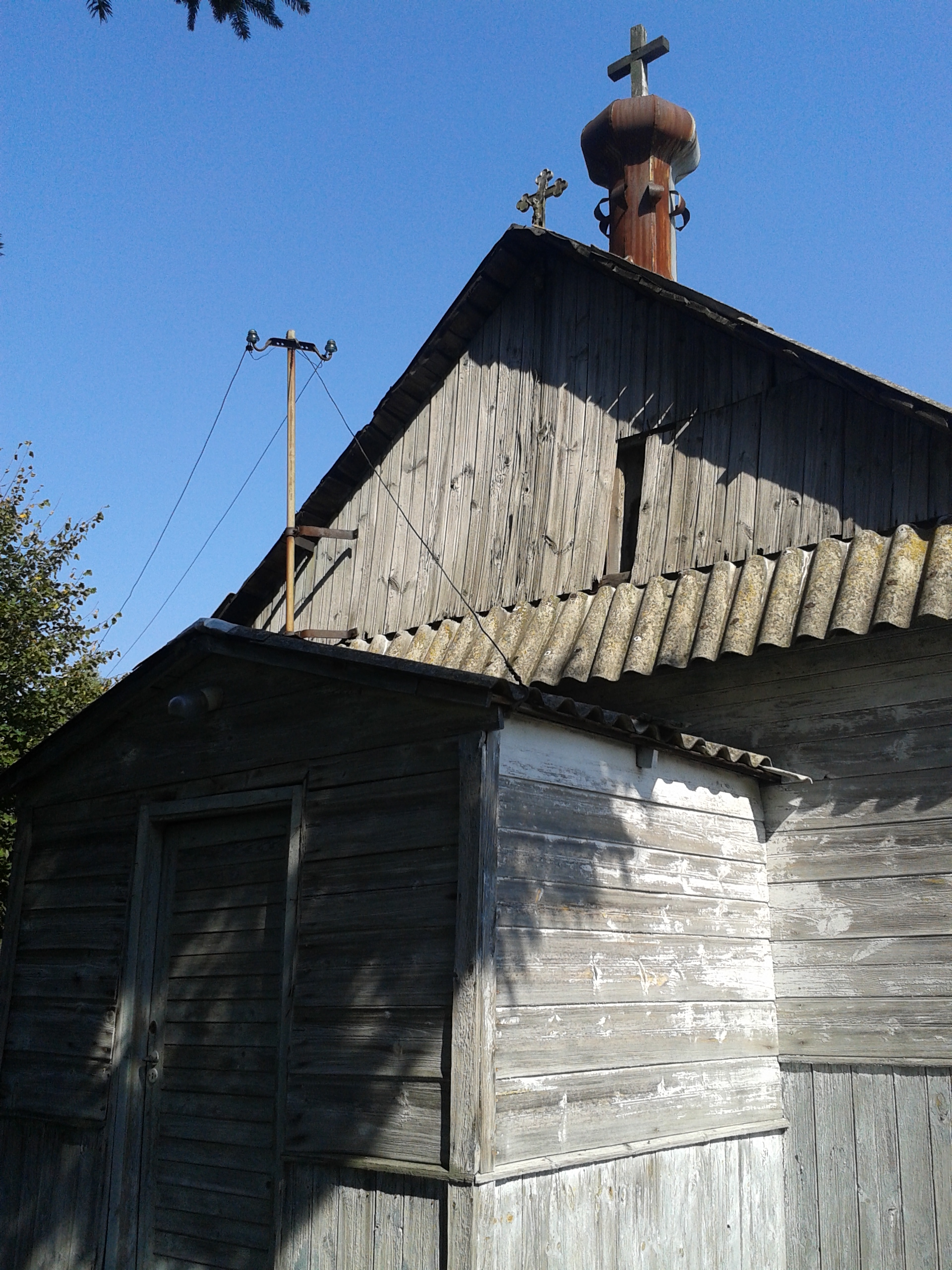
Kaplica od frontu

## Historia
Kaplicę zbudowano w latach 30. XX w. na cmentarzu prawosławnym w Kopytowie. Do 1998 była jedyną świątynią prawosławną w miejscowości (od 1972 pełniła funkcję cerkwi parafialnej).

## Architektura
Jest to budowla drewniana, konstrukcji zrębowej, wzniesiona na planie prostokąta, z przedsionkiem od frontu. Kaplicę pokrywa jednokalenicowy dach, na którym w
części frontowej znajduje się wieżyczka zwieńczona kopułą.